# Cette nuit, je m'incarnerai dans ton cadavre
Série
À minuit, je posséderai ton âme
(1964) L'Incarnation du démon
(2008)
Pour plus de détails, voir Fiche technique et Distribution.
Cette nuit, je m'incarnerai dans ton cadavre (titre original en portugais : Esta Noite Encarnarei no Teu Cadáver) est un film d'horreur brésilien réalisé et interprété par José Mojica Marins, qui y joue son personnage de Zé do Caixão. Sorti en 1967, il est la suite du film À minuit, je posséderai ton âme sorti en 1964.

## Synopsis
Après s'être remis des événements du film précédent et avoir été acquitté par la justice, Josefel Zanatas, ou Zé do Caixão, tente de trouver, dans un village où il est croque-mort, la demoiselle qui lui donnera l'enfant parfait, convaincu que la seule forme d'immortalité est celle du sang, et non de l'esprit. Avec l'aide de son fidèle serviteur Bruno, il enlève six jeunes filles du village et, tandis que la police les recherche et que le clergé tente d'apaiser la population en colère. Il fait passer à chacune d'elles l'épreuve de la peur en lâchant sur elles des tarentules au milieu de la nuit.
Une seule jeune fille. Marcia, ne se montre pas terrifiée par les tarentules. Sera-t-elle l'élue ? Les autres seront livrées à la volupté de l'affreuse servante de Zé, ou placées dans une fosse remplie de serpents à sonnettes. L'une des victimes, Jandira, jure avant de mourir qu'elle prendra possession du corps de Zé. Trop choquée par ce que Zé do Caixão a fait, Marcia refuse de faire l'amour avec lui et Zé do Caixão la laisse partir. Il prétend savoir qu'elle ne le dénoncera pas aux autorités et part à la recherche d'une autre demoiselle.
Il attire Laura, la fille du colonel, nouvelle venue dans son antre des horreurs et la maintient sous une domination mystique. Avec elle, il aura son fils. La nuit, Zé fait un cauchemar (scènes en couleurs) : la mort l'emmène dans un cimetière, où des cadavres sortent des tombes et l'entraînent en enfer. Des couloirs de glace, où des hommes et des femmes ensanglantés sont torturés en permanence par les bourreaux du Roi des Ténèbres, dont l'aspect rappelle à Zé do Caixão sa propre physionomie. Ses victimes apparaissent, menaçantes, et Zé se réveille.
Sa femme ne supporte pas l'accouchement et succombe. Son espoir de perpétuer son être s'évanouit et Zé do Caixão profère des blasphèmes contre les hommes et leurs divinités, au moment où le peuple, en révolte, se lance à sa poursuite. Après avoir échappé à un attentat, Zé pénètre dans un marais et meurt devant ses persécuteurs et les autorités, lorsque les squelettes de ses victimes remontent à la surface. Le serment de la jeune fille qu'il avait sacrifiée s'est accompli.

## Fiche technique
- Titre français : Cette nuit, je m'incarnerai dans ton cadavre
- Titre original brésilien : Esta Noite Encarnarei no Teu Cadáver[1]
- Réalisation : José Mojica Marins
- Scénario : José Mojica Marins, Aldenora De Sa Porto
- Photographie : Giorgio Attili
- Montage : Luis Elias
- Musique : Herminio Giménez (es)
- Décors : José Vedovato
- Producteurs : José Mojica Marins, Augusto Pereira, Antonio Fracari
- Société de production : Cinematográfica Ibéria
- Société de distribution : Cinemagia (Brésil)
- Pays de production :  Brésil
- Langue originale : portugais
- Format : Noir et blanc partiellement en couleurs par Eastmancolor - 1,66:1 - Son mono - 35 mm
- Genre : Film d'épouvante
- Durée : 108 minutes
- Date de sortie : 
  - Brésil : 13 mars 1967

## Distribution
- José Mojica Marins : Zé do Caixão
- Tina Wohlers : Laura
- Nadia Freitas : Marcia
- Nelson Stasionisas : le cadavre
- Antônio Fracari : le tronçonneur
- Nivaldo Lima : Bruno
- Roque Rodrigues : le colonel

## Exploitation
Le film a été censuré à l'époque, car le personnage Zé do Caixão y était abattu de plusieurs balles et, avant de mourir, il confirmait son incrédulité à l'égard de Dieu en disant : « Je ne crois pas. Je ne crois pas », alors qu'il s'enfonce dans les eaux sales d'un lac. Pour que le film puisse sortir, le scénario doit être modifié et Zé do Caixão commence à dire le texte imposé par la censure : « Dieu... Oui... Dieu est la vérité ! Je crois en ta force. Sauve-moi ! La croix, la croix, mon père... ! »,. Mojica s'est opposé au procès, qui, selon lui, a placé une « malédiction » sur lui et sa carrière.

### Accueil critique
En novembre 2015, le film est sélectionné dans la liste établie par l'Association brésilienne des critiques de cinéma (Abraccine) des 100 meilleurs films brésiliens de tous les temps.